# IVe législature des Cortes de Castille-La Manche
La IVe législature des Cortes de Castille-La Manche est un cycle parlementaire des Cortes de Castille-La Manche, d'une durée de quatre ans, ouvert le 21 juin 1995 à la suite des élections du 28 mai précédent, et clos le 20 avril 1999.

## Bureau des Cortes
| Poste                  | Titulaire                   | Parti | Parti | Circonscription |
| ---------------------- | --------------------------- | ----- | ----- | --------------- |
| Président              | José María Barreda          |       | PSOE  | Ciudad Real     |
| Président              | María Blázquez (08/07/1997) |       | PSOE  | Tolède          |
| Premier vice-président | Eugenio Sánchez             |       | PSOE  | Albacete        |
| Second vice-président  | Lucrecio Serrano            |       | PP    | Albacete        |
| Premier secrétaire     | María Blázquez              |       | PSOE  | Tolède          |
| Premier secrétaire     | Mario Mansilla (08/07/1997) |       | PSOE  | Ciudad Real     |
| Second secrétaire      | César Gómez                 |       | PP    | Tolède          |

## Groupes parlementaires
| Nom                                 | Nom                                                     | Début | Fin | Porte-parole                               |
| ----------------------------------- | ------------------------------------------------------- | ----- | --- | ------------------------------------------ |
|                                     | Groupe socialiste                                       | 24    | 24  | Fernando López Francisco Moya (10/07/1997) |
|                                     | Groupe populaire                                        | 22    | 22  | Gonzalo Payo                               |
|                                     | Non-inscrits (jusqu'au 26/12/1995)                      | 1     | 1   | José Molina                                |
|                                     | Représentation parlementaire d'IU (jusqu'au 16/10/1997) | 1     | 1   | José Molina                                |
| Groupe Izquierda Unida (16/10/1997) |                                                         | 1     | 1   | José Molina                                |

## Commissions parlementaires

### Initiales
| Commission                                        | Président                     | Parti | Parti | Circonscription |
| ------------------------------------------------- | ----------------------------- | ----- | ----- | --------------- |
| Commissions permanentes législatives              |                               |       |       |                 |
| Commission de l'Économie et des Finances          | Rosario Tapia                 | PSOE  |       | Ciudad Real     |
| Commission du Budget                              | Pedro Peral                   | PP    |       | Ciudad Real     |
| Commission du Budget                              | Albertina Oria (20/10/1995)   | PP    |       | Guadalajara     |
| Commission de l'Industrie et du Travail           | Joaquín Sánchez               | PSOE  |       | Tolède          |
| Commission des Travaux publics                    | Fructuoso Díaz                | PSOE  |       | Albacete        |
| Commission de l'Agriculture et de l'Environnement | Anastasio López               | PSOE  |       | Ciudad Real     |
| Commission de l'Agriculture et de l'Environnement | Román Rivero (20/10/1995)     | PSOE  |       | Ciudad Real     |
| Commission de la Santé                            | Luis Ayllón                   | PSOE  |       | Cuenca          |
| Commission du Bien-être social                    | Mercedes Bosch                | PSOE  |       | Cuenca          |
| Commission des Administrations publiques          | María Jesús García            | PSOE  |       | Guadalajara     |
| Commission des Administrations publiques          | Gustavo Figueroa (13/11/1995) | PSOE  |       | Tolède          |
| Commission de l'Éducation et de la Culture        | Antonio Marco                 | PSOE  |       | Guadalajara     |
| Commission des Affaires générales                 | Manuel Pérez                  | PSOE  |       | Albacete        |
| Commissions permanentes non-législatives          |                               |       |       |                 |
| Commission du Règlement                           | José María Barreda            | PSOE  |       | Ciudad Real     |
| Commission du Statut du député                    | José María Barreda            | PSOE  |       | Ciudad Real     |
| Commissions non-permanentes                       |                               |       |       |                 |
| Commission de l'Eau                               | Mario Mansilla                | PSOE  |       | Ciudad Real     |

### Réforme du9 avril 1996
| Commission                                                | Président                   | Parti | Parti | Circonscription |
| --------------------------------------------------------- | --------------------------- | ----- | ----- | --------------- |
| Commissions permanentes législatives                      |                             |       |       |                 |
| Commission de l'Économie et des Administrations publiques | Rosario Tapia               | PSOE  |       | Ciudad Real     |
| Commission du Budget                                      | Albertina Oria              | PP    |       | Guadalajara     |
| Commission de l'Industrie et du Travail                   | Joaquín Sánchez             | PSOE  |       | Tolède          |
| Commission des Travaux publics                            | Fructuoso Díaz              | PSOE  |       | Albacete        |
| Commission de l'Agriculture et de l'Environnement         | Román Rivero                | PSOE  |       | Ciudad Real     |
| Commission de la Santé                                    | Luis Ayllón                 | PSOE  |       | Cuenca          |
| Commission du Bien-être social                            | Mercedes Bosch              | PSOE  |       | Cuenca          |
| Commission de l'Éducation et de la Culture                | Antonio Marco               | PSOE  |       | Guadalajara     |
| Commission des Affaires générales                         | Manuel Pérez                | PSOE  |       | Albacete        |
| Commissions permanentes non-législatives                  |                             |       |       |                 |
| Commission du Règlement                                   | José María Barreda          | PSOE  |       | Ciudad Real     |
| Commission du Règlement                                   | María Blázquez (08/07/1997) | PSOE  |       | Tolède          |
| Commission du Statut du député                            | José María Barreda          | PSOE  |       | Ciudad Real     |
| Commission du Statut du député                            | María Blázquez (08/07/1997) | PSOE  |       | Tolède          |
| Commissions non-permanentes                               |                             |       |       |                 |
| Commission de l'Eau                                       | Mario Mansilla              | PSOE  |       | Ciudad Real     |

### Réforme du16 octobre 1997
| Commission                                     | Président                    | Parti | Parti | Circonscription |
| ---------------------------------------------- | ---------------------------- | ----- | ----- | --------------- |
| Commissions permanentes législatives           |                              |       |       |                 |
| Commission des Affaires générales              | Mercedes Bosch               | PSOE  |       | Cuenca          |
| Commission de l'Économie et du Budget          | Albertina Oria               | PP    |       | Guadalajara     |
| Commission de l'Équipement                     | Joaquín Sánchez              | PSOE  |       | Tolède          |
| Commission de la Politique sociale             | Antonio Marco                | PSOE  |       | Guadalajara     |
| Commissions permanentes non-législatives       |                              |       |       |                 |
| Commission du Règlement et du Statut du député | María Blázquez               | PSOE  |       | Tolède          |
| Commissions non-permanentes                    |                              |       |       |                 |
| Commission de l'Eau                            | Mario Mansilla               | PSOE  |       | Ciudad Real     |
| Commission de l'Eau                            | Eugenio Sánchez (18/11/1997) | PSOE  |       | Albacete        |

## Gouvernement et opposition
| Candidat         | Date                                    | Vote       |      |    |    | Résultat |
| Candidat         | Date                                    | Vote       | PSOE | PP | IU | Résultat |
| José Bono (PSOE) | 30 juin 1995 (majorité absolue requise) | Oui        | 24   |    |    | 24 / 47  |
| José Bono (PSOE) | 30 juin 1995 (majorité absolue requise) | Non        |      | 22 | 1  | 23 / 47  |
| José Bono (PSOE) | 30 juin 1995 (majorité absolue requise) | Abstention |      |    |    | 0 / 47   |

## Désignations

### Sénateurs
| Parti | Parti | Sénateurs désignés        | Voix |
| ----- | ----- | ------------------------- | ---- |
| PSOE  |       | Fernando López Carrasco   | 24   |
| PP    |       | José Manuel Molina García | 22   |

- Désignation : 12 juillet 1995.

| Parti | Parti | Sénateurs désignés        | Voix |
| ----- | ----- | ------------------------- | ---- |
| PSOE  |       | Fernando Novo Muñoz       | 24   |
| PP    |       | José Manuel Molina García | 22   |

- Désignation : 26 mars 1996.
- Fernando Novo (PSOE) est remplacé en avril 1998 par Máximo Díaz-Cano del Rey avec 23 voix favorables.